# کاراکاس ۱۱۰۸۳
سیارک ۱۱۰۸۳ (به انگلیسی: 11083 Caracas، نامگذاری:1993RZ6) یازده هزار و هشتاد و سومین سیارک کشف شده‌است که در ۱۵ سپتامبر ۱۹۹۳ کشف شد.
قدر مطلق سیارک برابر ۱۴٫۳۰ است.